# U–539
Az U–539 tengeralattjárót a német haditengerészet rendelte a hamburgi Deutsche Werft AG-től 1941. június 5-én. A hajót 1943. február 24-én állították szolgálatba. Három harci küldetése volt, egy hajót süllyesztett el.

## Pályafutása
Az U–539 1943. szeptember 14-én Bergenből futott ki első járőrútjára Hans-Jürgen Lauterbach-Emden kapitány irányításával. Hajót nem sikerült elsüllyesztenie. Második útjára Lorient-ból indult 1943. december 29-én. Az Atlanti-óceán északi részén portyázott, egészen Új-Fundlandig elhajózva.
Harmadik harci bevetésére 1944. május 1-jén hajózott ki Saint-Nazaire kikötőjéből. Átszelte az Atlanti-óceánt, majd Puerto Rico közelében, június 5-én megtámadta a Pillory nevű panamai teherszállítót. A gőzöst a két torpedó olyan súlyosan megrongálta, hogy rövid időn belül elsüllyedt. A fedélzeten tartózkodók közül 25-en meghaltak, 21-en túlélték a támadást. Utóbbiak közül egy tengerész a kórházban vesztette életét.
Hat nappal később a tengeralattjáró Curaçaótól nyugatra megtámadta a kíséret nélkül hajózó holland Casandrát, amely 3215 tonna nyersolajat szállított Venezuelából. A búvárhajó öt torpedót lőtt ki a menekülő tankerre, és fedélzeti fegyverével is tüzet nyitott rá, de csak könnyű sérüléseket okozott. A Cassandra másnap megérkezett Willemstadba.
Az U–539 július 4-én rátámadt egy tankerkonvojra Panama közelében. A tengeralattjáró négy hajó megtorpedózását jelentette, de csak az amerikai Kittanningot találta el, amelynek oldalán hatalmas lék keletkezett, és erősen megdőlt. A legénység elhagyta a hajót. Később két amerikai hadihajó érkezett, amely felszedte a tengerészeket, majd vontatókötélre vette a Kittanningot. Hozzájuk panamai vontatók is csatlakoztak, és a tankert sikerült Cristobalba juttatni.
A tengeralattjáró 1945. május 9-én Bergenben megadta magát. Június 2-án a skóciai Loch Ryanbe hajózott, majd a szövetségesek a Deadlight hadműveletben december 4-én elsüllyesztették.

## Kapitány
| Név                          | Kezdőnap          | Zárónap        |
| ---------------------------- | ----------------- | -------------- |
| Hans-Jürgen Lauterbach-Emden | 1943. február 24. | 1945. május 9. |

## Őrjáratok
| Indulás       | Indulónap            | Érkezés       | Zárónap              |
| ------------- | -------------------- | ------------- | -------------------- |
| Bergen        | 1943. szeptember 14. | Lorient       | 1943. november 21.   |
| Lorient       | 1943. december 29.   | Saint-Nazaire | 1944. március 21.    |
| Saint-Nazaire | 1944. május 1.       | Flensburg     | 1944. szeptember 22. |

## Elsüllyesztett és megrongált hajók
| Dátum            | Hajó neve   | Nemzetisége      | Brt    |
| ---------------- | ----------- | ---------------- | ------ |
| 1944. június 5.  | Pillory     | Panama           | 1517   |
| 1944. június 11. | Casandra*   | Hollandia        | 2701   |
| 1944. július 4.  | Kittanning* | Egyesült Államok | 10 195 |

* A hajó nem süllyedt el, csak megrongálódott